# Браширование

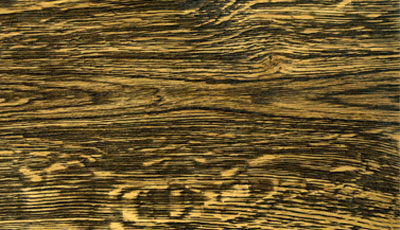
Дубовая доска с брашированием

Браширование (от англ. Brush — щетка) — это особенный и нестандартный процесс по отделке древесины. Чаще всего браширование используется в производстве напольных покрытий для получения брашированного паркета.
Заключается в том, что с верхнего слоя древесины специальной щёткой выбираются мягкие волокна, вследствие чего получается поверхность с красочно выраженной структурой годичных колец. Приобретаемый эффект можно (если окрасить соответствующим образом) назвать «искусственным старением», так как время влияет на незащищённую древесину похожим образом. Хорошо подобная обработка выглядит на массивных половых досках, паркете, лестницах, дверях, мебели из дерева, и других предметах интерьера из древесины.
В заводских условиях для браширования используются специальные брашировальные станки со сменными щётками. Глубокое браширование делается с помощью стальных щёток с толстой щетиной, неглубокое (лёгкое) — с помощью щёток из синтетического волокна. Схожая технология — пескоструйная обработка, при которой мягкие волокна удаляются не щётками, а потоком песка. Пескоструйная обработка создаёт более мягкие перепады, поэтому если брашированная доска на ощупь шершавая, то подвергнутая пескоструйной обработке — неровная, но гладкая.
Лучше всего поддаются брашированию породы древесины с проявлёнными твёрдыми и мягкими годичными кольцами (например: дуб, ясень, орех, лиственница, мербау, кемпас, венге, дуссия, ятоба). Браширование не применяется для бука клёна, груши, ольхи, вишни, тика. После браширования древесину можно покрыть лаком, маслом или воском по стандартной технологии.
Браширование открывает широкие возможности по особому тонированию древесины, так как появляется возможность покрасить основную древесину в один цвет, а поры в другой цвет (эффект патины). Можно получить свежие, красочные, необычные цвета, к примеру, для надёжного, но скучного дуба. То есть чёрный дуб с белыми порами, или красный дуб с чёрными порами и тому подобное. Вариации красителей для основного дерева: белый, чёрный, красный, коричневый, синий, зелёный, жёлтый, оранжевый, фиолетовый. Вариации красителей для пор: белый, чёрный, красный, коричневый, жёлтый, голубой. После нанесения красителя пол покрывается лаком.